# Dicentim
Dicentim, o Dicentim le petit Franc è una serie a fumetti francese creata nel 1973 da Jacques Kamb.

## Storia
È sotto la penna del fumettista francese Jacques Kambouchner, alias Jacques Kamb, disegnatore e sceneggiatore il 12 dicembre 1973 nasce il fumetto Dicentim. Le illustrazioni verranno pubblicate per la prima volta nella rivista per il mondo del lavoro La Vie Ouvrière, su L'Humanité e su Éditions Vaillant. 
Nel 1969, mentre si preparava il primo numero di Pif Gadget, Kamb presentò un nuovo progetto: Pépépok, un uomo delle caverne con un uccello preistorico. Viene mantenuta solo l'idea dell'uccello. Così, Couik, uccello saggio e intelligente, avrebbe intrattenuto i lettori più giovani di Pif Gadget fino alla fine del 1973. All'epoca, Michel Nicolini, direttore della rivista, chiese a Kamb un nuovo personaggio.
Nasce Dicentim le petit Franc con un caschetto a forma di conchiglia. Vive a Poilenville, la città governata da Poilenpogne, un re pigro. La maggior parte delle gag di Dicentim lo vedono in lotta con Bougredane (il cui nome è un gioco di parole basato su "bougre d'âne" e sulla desinenza "-ane" in stile carolingio medievale), il capitano delle guardie calcolatore e ingannatore che Dicentim prende sistematicamente in giro al noto grido di "Bougredane e bougredandouille sono la stessa cosa!
Nel corso delle avventure compaiono nuovi personaggi: Etulla (il re degli Zhun e degli Zothre, gioco di parole con gli Unni), Débilus (il vecchio saggio), Cogitus (lo scienziato), Décibelle (la nipote del re, gioco di parole con decibel).
"Come è venuto in mente un personaggio del genere? A dire il vero fu inconsapevole., perché qualche anno dopo mi è stato fatto notare che nel 1964, ben prima di Dicentim, avevo già disegnato una storia, una sola, su Vaillant. Il titolo era Santim, le petit franc.
Il successo di Dicentim fu immediato dalle gag di una pagina alle storie di più pagine, poi tra il 1978 e 1980 vengono pubblicati vari tomi in una versione tascabile Dicentim Poche (versione in piccolo formato delle avventure dell'eroe) e persino nell'album cartonato La clef d'or d'Inator (pubblicato nel 1986 dall'editore  Messidor-La Farandole), un evento raro per gli eroi di Pif Gadget. Nel 1988, a causa di problemi finanziari, l'editore decise di interrompere tutte le nuove creazioni (ad eccezione di Pif) e di realizzare la rivista solo con ristampe di tavole precedentemente pubblicate. Dicentim fa di nuovo parte di questa versione invecchiata della rivista, fino al 1993, quando Pif Gadget viene definitivamente interrotto.

## Il ritorno di Dicentim
Il 14 giugno 2000, Jacques Kamb ha donato 20 tavole originali al Musée de la Bande Dessinée d'Angoulême (CNBDI) tramite Frédéric Maye. Nove di queste tavole riguardano i disegni di Dicentim.
Nel dicembre 2001, un racconto inedito su Dicentim è stato pubblicato in bianco e nero su La Lettre des Amis du musée de la bande dessinée d'Angoulême. Il titolo è Dicentim d'Euro e ripercorre il passaggio all'euro.
Nel 2003, l'Edirore Daric pubblica l'album Dicentim Bougre de Gong, con nuove avventure.
Nell'aprile 2004, il terzo numero della rivista Bedeka contiene un ritratto di Jacques Kamb e un articolo su Dicentim, che segna il suo ritorno alla stampa in edicola. Qualche mese dopo, il piccolo personaggio è rinato nella nuova edizione di Pif Gadget.
Nel novembre 2014, un numero "finale" di Dicentim Poche, sottotitolato Bougre de film! Tornando al consueto formato "tascabile", Kamb propone una storia completa inedita, ripetizioni di storie degli anni Settanta e gag inedite. L'uscita di questa raccolta, a 34 anni dall'ultima pubblicazione di Dicentim Poche (n. 11) del luglio 1980, accompagna il vasto progetto audiovisivo che racconta la storia di Vaillant in Pif Gadget, diretto da Jean-Luc Muller (che è anche coautore di questa raccolta).